# Antoine Dupont
Pour les articles homonymes, voir Dupont.

a Compétitions nationales et continentales officielles uniquement.

b Matchs officiels uniquement.
Dernière mise à jour le 8 mars 2025.
Antoine Dupont , né le 15 novembre 1996 à Lannemezan (Hautes-Pyrénées), est un joueur international français de rugby à XV et à sept, jouant principalement au poste de demi de mêlée au Stade toulousain et en équipe de France depuis 2017.
Antoine Dupont réalise sa formation au FC Auch avant de signer un premier contrat professionnel avec le Castres olympique. Repéré pour ses performances, le demi de mêlée rejoint le club du Stade toulousain en 2017. Avec lui, il remporte le championnat de France en 2019, 2021, 2023, 2024 et 2025 ainsi que la Coupe d'Europe/Champions Cup en 2021 et 2024.
Sélectionné en équipe de France à partir de 2017, il devient titulaire et dispute sa première Coupe du monde en 2019 au Japon. Il est ensuite nommé par Fabien Galthié capitaine du XV de France qui remporte son dixième Grand Chelem à l'issue du Tournoi des Six Nations 2022 mais échoue en quart de finale du mondial 2023 en France. La charnière qu'il forme avec l'ouvreur Romain Ntamack en club et en sélection est jugée comme l'une des meilleures du rugby français. Antoine Dupont se tourne également vers la pratique du rugby à sept lors de la saison 2023-2024 pour participer aux Jeux olympiques de Paris, où il gagne la médaille d'or avec l'équipe de France en se montrant décisif lors de la finale face aux Fidji. Il remporte l'année suivante un deuxième Tournoi des Six Nations, mais il y subit une lourde blessure.    
À titre individuel, il est le premier rugbyman à avoir été élu meilleur joueur du monde World Rugby à XV en 2021, puis meilleur joueur du monde de rugby à sept en 2024. Antoine Dupont est considéré par les observateurs, sur un plan mondial, comme l'un des meilleurs joueurs de sa génération pour son style de jeu complet.

## Biographie

### Origines et premiers pas dans le rugby
Antoine Dupont est originaire du village de Castelnau-Magnoac. Il grandit dans une famille d'hôteliers-restaurateurs et d'éleveurs. Son père Jean et son oncle Jean-Luc relancent l'élevage de porcs noirs de Bigorre, repris par son frère aîné Clément avec qui Antoine rénove la métairie familiale, le Domaine de Barthas, pour en faire en 2021 une salle de réception et un gite,,.
Il commence le rugby à l'âge de 4 ans au Magnoac FC. En 2011, alors qu'il évolue en cadet, il rejoint le centre de formation du FC Auch. Il intègre également le pôle Espoir du lycée Jolimont à Toulouse, où il passe son baccalauréat scientifique. En 2014, il dispute la finale du championnat de France Crabos avec le FC Auch et rejoint le Castres olympique à l'issue de la saison.

### Débuts professionnels à Castres (2014-2016)
Antoine Dupont fait ses débuts avec l'équipe professionnelle le 26 octobre 2014, alors qu'il n'a pas encore 18 ans, lors d'une rencontre face au Leinster Rugby en entrant à la 69e minute de jeu à la place de Cédric Garcia. En janvier 2015, il est titularisé en Coupe d'Europe pour un match contre les Harlequins, au cours duquel il inscrit son premier essai professionnel. À la suite d'une mêlée castraise à cinq mètres de l'en-but anglais, Antoine Dupont récupère le ballon, échappe au plaquage du capitaine londonien Chris Robshaw, et aplatit le ballon sous les poteaux.

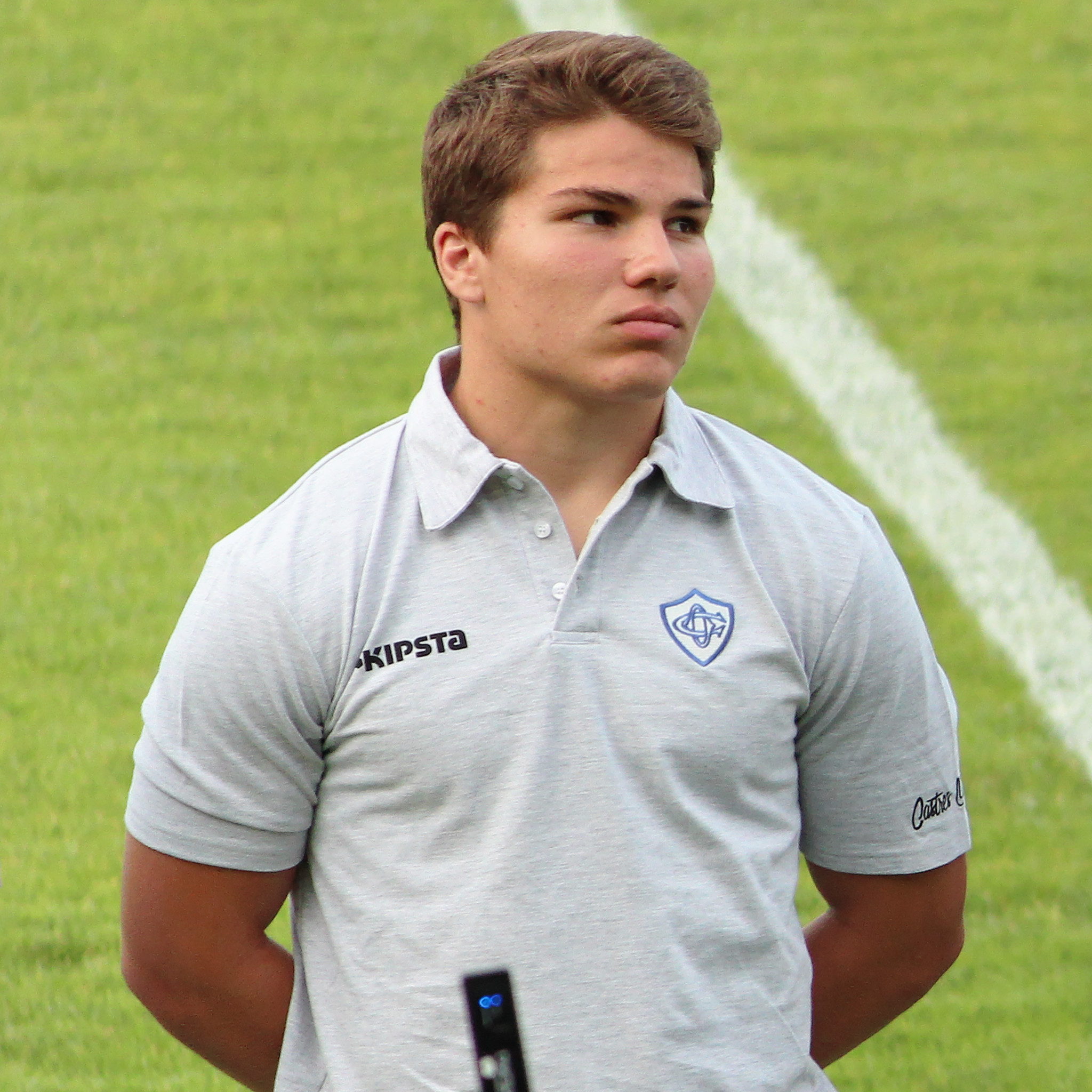
Antoine Dupont en 2015 avec le Castres olympique.

Membre du pôle espoir de Marcoussis pour la saison 2014-2015, il est sélectionné par Fabien Pelous pour disputer le Tournoi des Six Nations des moins de 20 ans avec l'équipe de France. Il joue trois matches, à chaque fois en tant que remplaçant, et n'est finalement pas retenu pour le championnat du monde junior de la même année. Il joue un total de onze matches toutes compétitions confondues pour sa première année sous les couleurs bleu et blanc du Castres olympique.
La saison suivante, il joue plus, soit 18 matches toutes compétitions confondues. Il réalise notamment un très bon match face à l'US Oyonnax en début de saison, alors que Christophe Urios, son nouvel entraîneur, décide de le titulariser au poste d'ouvreur aux dépens de Romain Cabannes à la suite d'un nombre important de blessés au poste. Il est nommé cette année parmi les meilleurs espoirs lors de la Nuit du rugby.
Il est de nouveau appelé en équipe de France des moins de 20 ans pour le Tournoi des Six Nations et pour le championnat du monde en juin. Durant cette compétition, il inscrit cinq essais en trois titularisations, dont trois essais contre le Japon en phase de poule.

### Affirmation en Top 14 et débuts internationaux (2016-2017)
En juillet 2016, il figure sur la Liste développement de 30 joueurs de moins de 23 ans à fort potentiel que les entraîneurs de l'équipe de France suivent pour la saison 2016-2017,.
En novembre 2016, il est sélectionné dans l'équipe des Barbarians français par Raphaël Ibañez pour affronter une sélection australienne au Stade Chaban-Delmas de Bordeaux. Il commence la rencontre en tant que remplaçant de Yann Lesgourgues et réalise une entrée remarquée, aidant son équipe à s'imposer sur le score de 19 à 11,.
En septembre 2016, Antoine Dupont est annoncé partant pour le Stade toulousain par les médias RMC et La Dépêche du Midi, sans que cela soit confirmé officiellement,. En novembre, RMC annonce de nouveau la signature du joueur au Stade toulousain, mais cette fois, l'information est démentie par l’entraîneur du Castres olympique, Christophe Urios déclarant qu'Antoine Dupont « est encore en réflexion et n'a pas signé à Toulouse ». Le 29 novembre 2016, le club de Castres annonce sur son site internet le départ du demi de mêlée à la fin de la saison, sans pour autant préciser pour quel club. Le lendemain, le Stade toulousain annonce l'arrivée du joueur à compter de la saison 2017-2018. L'annonce et la contre-annonce du départ d'Antoine Dupont se déroulent au cours d'une période qui voit le joueur s'affirmer en club, où il réalise de bonnes performances et où il voit son temps de jeu augmenter,. Les supporters de Castres affichent leur souhait de voir le joueur rester au club et prolonger son contrat,.
Le 8 mars 2017, il est appelé pour la première fois en équipe de France par Guy Novès à la suite d'une blessure de Maxime Machenaud. Quarante-huit heures après son premier entrainement avec le XV de France, il connait sa première sélection au Stade olympique de Rome face à l'équipe d'Italie le 11 mars. Une semaine plus tard, il réalise une entrée en jeu remarquée contre le pays de Galles, la France s'imposant 20 à 18 au terme du match international le plus long de l'histoire, se concluant après 20 minutes de temps additionnel. Il participe à la tournée des bleus en Afrique du Sud, disputant une seule des trois rencontres en tant que remplaçant. Les Français terminent la tournée avec trois défaites cinglantes.
En juin 2017, l'encadrement du XV de France l'intègre dans la liste Élite des joueurs protégés par la convention FFR/LNR pour la saison 2017-2018.

### Éclosion au Stade toulousain (2017-2021)

#### Première saison et grave blessure

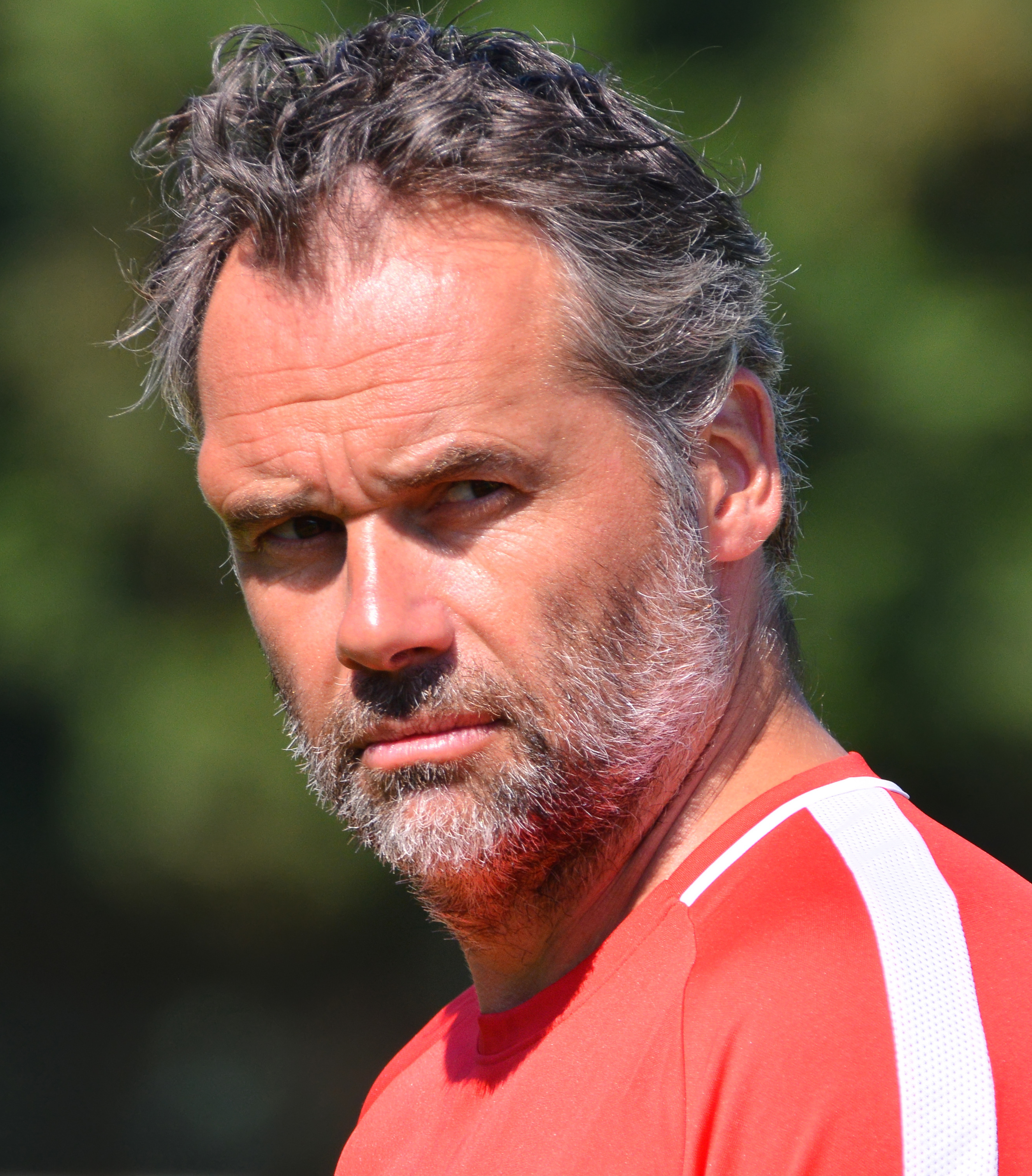
Ugo Mola, ici en 2018, est l'entraîneur d'Antoine Dupont depuis 2017.

Arrivé au Stade toulousain sortant d'un exercice 2016-2017 décevant terminant à la douzième place du classement, Antoine Dupont s'inscrit rapidement dans une première dynamique de victoires en s'imposant au poste de demi de mêlée, aux dépens de l'international Sébastien Bézy,,. Il inscrit quatre essais lors de ses quatre premiers matches sous ses nouvelles couleurs, dont le premier face à Toulon et un doublé face au champion en titre, l'ASM Clermont,.
Il est retenu avec sa sélection nationale pour la série de test matchs du mois de novembre 2017. Pour son match d'ouverture, la France est opposée aux All Blacks et Antoine Dupont connait à cette occasion sa première titularisation sous le maillot bleu. Auteur de quatre franchissements, pour 91 mètres parcourus ballon en main et sept défenseurs battus,, il réalise une bonne performance lui permettant d'être élu homme du match, malgré la défaite (18-38),.
Remplaçant lors de la première journée du Tournoi des Six Nations 2018 contre l'Irlande, il est à l'initiative de l'essai de Teddy Thomas. Quelques minutes après, il se blesse et souffre d'une rupture du ligament antérieur du genou droit, qui met un terme à sa saison.

#### Retour de blessure et champion de France en 2019
Il fait son retour officiel à la compétition le 6 octobre 2018 face à Agen où il joue près de 20 minutes, remplaçant Sébastien Bézy à la fin du match. Après deux matches de coupe d'Europe, il est titularisé face à Perpignan contre qui il inscrit trois essais. Il est de retour dans le groupe France, un mois après son retour à la compétition,. Il dispute les trois matchs de la tournée en tant que remplaçant de Baptiste Serin, face à l'Afrique du Sud, l'Argentine et les Fidji. De retour à Toulouse, il enchaine les titularisations au poste de numéro 9, malgré les bonnes performances de Sébastien Bézy. De retour en équipe de France pour le tournoi, il ne dispute pas le premier match, Morgan Parra et Baptiste Serin lui étant préférés. De retour sur le banc face au XV de la rose, il réalise une entrée convaincante, malgré la lourde défaite (8-44),. Les propos d'après match du titulaire Morgan Parra, remettant en cause le staff tricolore, excluent celui-ci du groupe. Antoine Dupont est titularisé pour les trois derniers matches du tournoi. Il inscrit son premier essai international face à l'Italie lors du dernier match.
Les bonnes performances de l'équipe toulousaine permettent au club de retrouver les phases finales, aussi bien en coupe d'Europe qu'en Top 14. Antoine Dupont dispute le quart de finale et la demi finale de coupe d'Europe. En quart face au Racing 92, il est titulaire au poste de numéro 9. Il inscrit le premier essai de la rencontre et est replacé au poste de demi d'ouverture en fin de première mi-temps après l'expulsion du numéro 10 titulaire Zack Holmes. Il inscrit un second essai, est élu homme du match aidant ainsi son équipe à se qualifier (22-21),. Ainsi, pour la demi finale face au Leinster, il est titularisé au poste de numéro 10.
Finissant premier au classement général du championnat de France, le Stade toulousain est directement qualifié pour les demi finales. Il est titulaire au poste de demi de mêlée pour le premier match face à La Rochelle, puis en finale face à l'ASM Clermont. Il remporte ainsi son premier bouclier de Brennus.

#### Première participation à la Coupe du monde en 2019 puis confirmation en équipe de France
Présent dans la liste de Jacques Brunel pour la préparation à la coupe du monde 2019 au Japon, il est titulaire lors des trois matches de préparation (contre l'Italie et deux fois contre l'Écosse), où il inscrit deux essais. Retenu dans la liste définitive de 31 joueurs pour disputer la compétition, il commence la compétition en tant que titulaire face à l'Argentine. Victorieuse des Pumas, grâce notamment à un essai de Dupont, la France se qualifie pour les quarts de finale. Gêné par des douleurs au dos, Antoine Dupont est préservé par le staff de l'équipe de France afin d'être aligné en quart de finale face au pays de Galles. Défaite au bout du suspense 20 à 19, l'équipe de France est éliminée de la compétition.

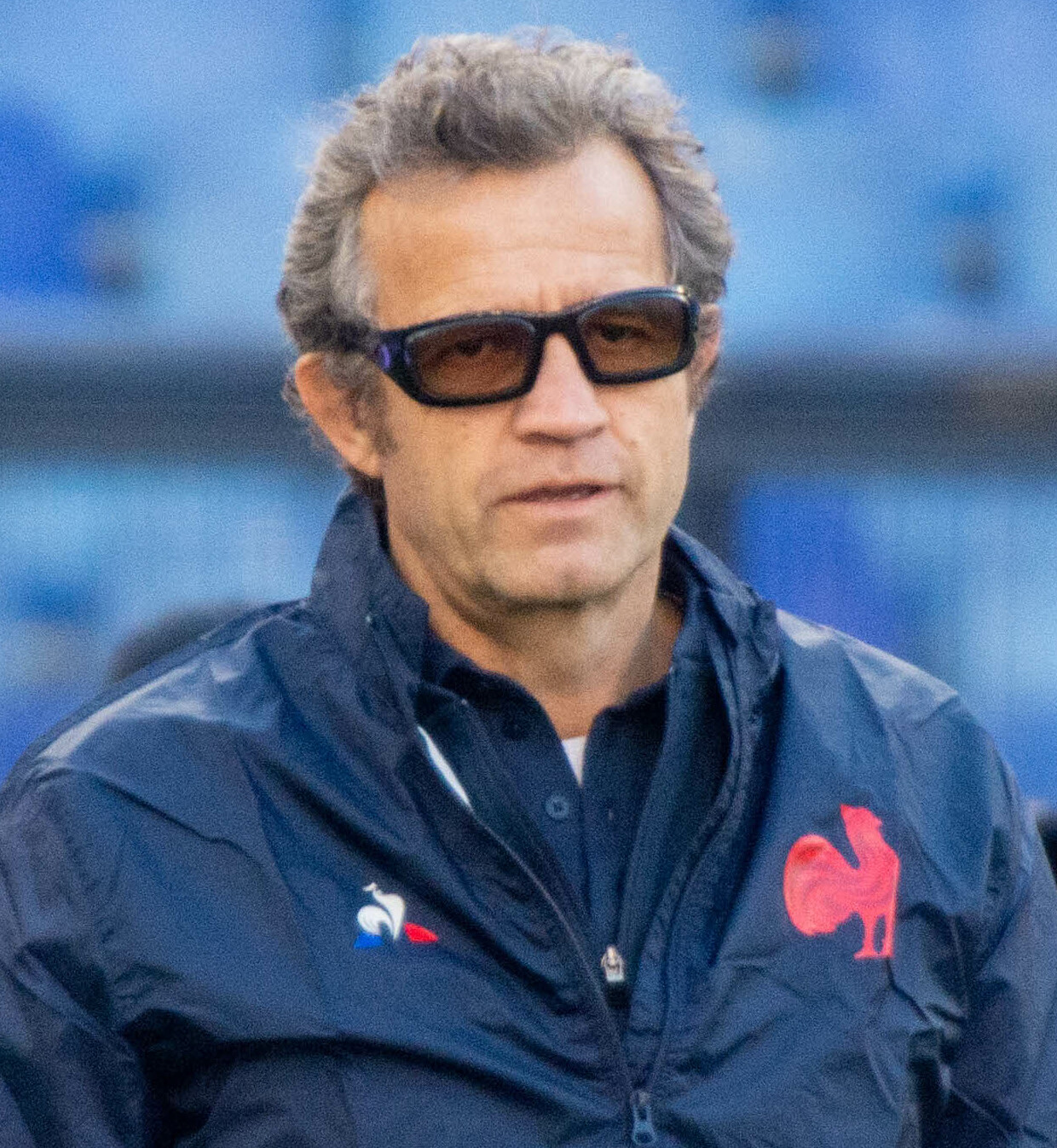
Antoine Dupont devient un cadre puis le capitaine du XV de France lors du premier mandat de Fabien Galthié.

Toujours gêné par des problèmes au dos, Dupont fait son retour sur les pelouses à la fin du mois de décembre 2019. Malgré seulement deux titularisations en club, Antoine Dupont rejoint le XV de France pour démarrer contre le XV de la rose lors du premier match dans le Tournoi des Six Nations 2020. Auteur d'une performance soulignée par la presse, Dupont participe activement à la victoire française sur les récents vice-champions du monde. Confirmant une certaine régularité dans le haut niveau, Antoine Dupont est considéré par certains experts comme l'un des meilleurs demis de mêlée du monde. Sa nouvelle performance positive la semaine suivante face à l'Italie montre l'importance prise par Dupont dans le système du nouveau sélectionneur Fabien Galthié,.

### L'un des meilleurs joueurs du monde (depuis 2021)

#### Champion d'Europe et de France et meilleur joueur du monde en 2021
Au plus haut niveau avec le Stade toulousain lors de la saison 2020-2021, Antoine Dupont joue un rôle prépondérant dans le doublé que réalise le club durant cette saison, notamment en Coupe d'Europe où il termine co-meilleur marqueur d'essais de la compétition avec quatre réalisations. Il assume le capitanat durant la finale de Champions Cup face au Stade rochelais qui voit les hommes d'Ugo Mola s'imposer 22 à 17. Quelques semaines plus tard, il réalise le doublé avec le Stade toulousain en battant une nouvelle fois le Stade rochelais en finale du Championnat de France sur le score de 18 à 8.
Avec le XV de France, Antoine Dupont fait partie des 31 joueurs convoqués pour le Tournoi des Six Nations 2021. Il est titulaire lors du match d'ouverture contre l'Italie, au cours duquel il est l'auteur d'un essai et de quatre passes décisives. En étant impliqué sur cinq essais dans la même rencontre du Tournoi des Six Nations, il égale le record d'Austin Healey en 2000 et de Frédéric Michalak en 2006. Il est titulaire lors des cinq matchs et marque trois essais. La France termine deuxième derrière le pays de Galles et Dupont est nommé dans l'équipe type de la compétition.
En octobre 2021, il est convoqué pour la tournée d'automne 2021, durant laquelle Fabien Galthié annonce qu'Antoine Dupont sera le capitaine du XV de France. En effet, il remplace provisoirement Charles Ollivon, blessé pour une longue durée. Il joue les trois matchs de la tournée que l'équipe de France remporte, dont une victoire de 40 à 25 face aux All-Blacks, la première à Paris face à la Nouvelle-Zélande depuis 1973.
À la fin de l'année civile 2021, Antoine Dupont est élu « meilleur joueur du monde World Rugby » pour la première fois de sa carrière, devançant Maro Itoje, Michael Hooper et Samu Kerevi,,. Seuls deux autres internationaux français ont connu précédemment cette distinction : Fabien Galthié — son sélectionneur au moment où il reçoit le prix — en 2002 et Thierry Dusautoir en 2011. Il fait également partie du « XV mondial de l'année » selon le Midi olympique.

#### Grand Chelem avec les Bleus en 2022
Durant la saison 2021-2022, Antoine Dupont est désigné co-capitaine du Stade toulousain avec Julien Marchand. Toulouse s'incline en demi-finale dans les deux compétitions contre le Leinster Rugby à Dublin puis contre le Castres olympique à Nice. Antoine Dupont termine co-meilleur marqueur de l'équipe avec Romain Ntamack, marquant neuf essais. Il est ensuite nommé dans l'équipe type de Top 14 de la saison.
Avec les Bleus, il est sélectionné, en janvier 2022 pour participer au Tournoi des Six Nations 2022. Ollivon étant toujours absent, Dupont est encore une fois capitaine des Bleus pour ce tournoi. Durant cette compétition, Antoine Dupont est titulaire sur les cinq matchs et est élu à deux reprises meilleur joueur d'un match (contre l'Écosse et l'Angleterre) tout en signant une remarquable performance contre l'Irlande. Les Français remportent tous les matchs de la compétition, réalisant ainsi le Grand Chelem, le dixième de l'histoire du rugby tricolore, le premier depuis douze ans. Il s'agit du premier titre remporté en sélection nationale par Antoine Dupont. Après un excellent tournoi, il est logiquement nommé dans l'équipe type, et élu, pour la deuxième fois de sa carrière internationale, meilleur joueur du tournoi des Six Nations.

#### Capitaine du XV de France et champion de France en 2023

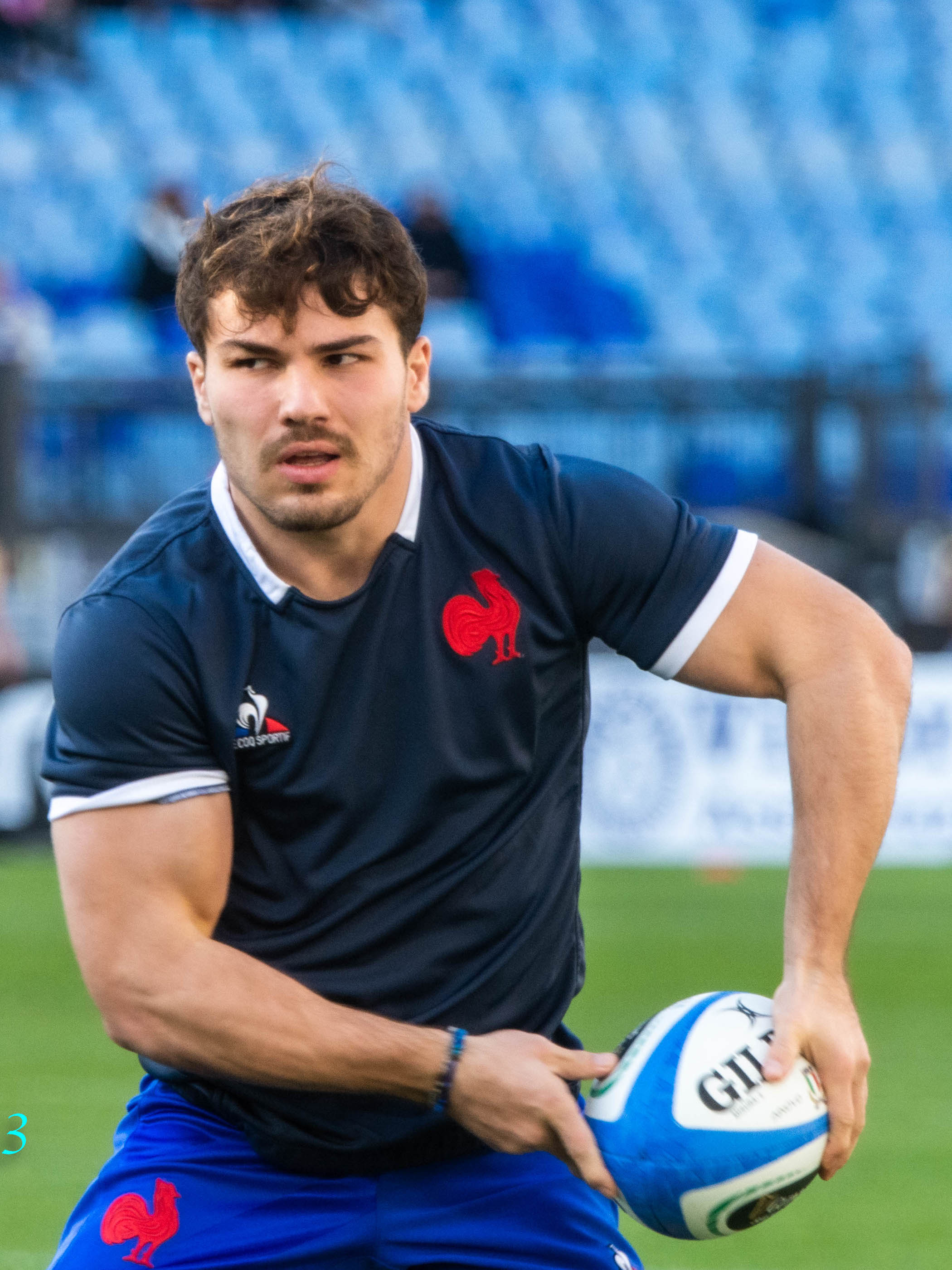
Antoine Dupont durant le Tournoi des Six Nations 2023

En début de saison 2022-2023, il est convoqué pour la tournée d'automne 2022 durant laquelle il devient officiellement le nouveau capitaine des Bleus. Il remplace ainsi Charles Ollivon qui occupait ce rôle depuis l'arrivée de Fabien Galthié en 2020. En janvier 2023, il est de nouveau appelé en équipe de France pour participer au Tournoi des Six Nations 2023,. Il joue les cinq matchs en tant que titulaire et la France termine deuxième derrière l'Irlande qui réalise le Grand Chelem. Il s'illustre notamment durant la défaite face aux Irlandais durant laquelle il réalise un sauvetage impressionnant face à l'ailier Mack Hansen, l'empêchant de marquer un essai. À l'issue de ce tournoi, il est retenu dans l'équipe type, et est élu meilleur joueur de la compétition pour la troisième fois de sa carrière égalant le record détenu par l'Irlandais Brian O'Driscoll (élu aussi trois fois meilleur joueur du tournoi en 2006, 2007 et 2009),. De retour avec son club, il se qualifie jusqu'en demi-finale de la Champions Cup, avant d'être éliminé une fois de plus aux portes de la finale par le Leinster, une défaite 41 à 22,. Toutefois, en championnat, les Toulousains terminent à la première place de la saison régulière, se qualifiant donc en demi-finale où ils battent largement le Racing 92 sur le score de 41 à 14 et retrouvent donc le Stade rochelais en finale, comme en 2021,. En finale, il est titulaire à la mêlée et joue toute la rencontre. Dans un match très serré, Toulouse s'impose en fin de match et l'emporte 29 à 26,. Antoine Dupont remporte donc le Bouclier de Brennus pour la troisième fois de sa carrière.
À l'issue de cette saison, il est nommé pour l'Oscar d'Or aux Oscars du Midi olympique, qu'il a déjà remporté les quatre saisons précédentes, et l'Oscar monde, qu'il a gagné les deux saisons passées. Il n'est pas sur le podium pour l'Oscar d'Or, devancé par Grégory Alldritt, Thomas Ramos et Camille Lopez. Il remporte toutefois l'Oscar monde pour la troisième année consécutive. Il est aussi élu dans l'équipe type de la saison de Top 14.
Sélectionné fin juin 2023 dans une liste de 42 joueurs pour préparer la Coupe du monde 2023, il fait partie de la liste officielle des 33 joueurs qui joueront la compétition. Guidant l'équipe de France lors de sa victoire inaugurale face à la Nouvelle-Zélande le 8 septembre (27-13), il est sévèrement blessé (fracture maxillo-zygomatique) à la 46e minute du troisième match de poule de son équipe, face à la Namibie. Le capitaine de cette équipe, Johan Deysel, provoque cette blessure par un choc tête contre tête qui lui vaut un carton rouge. Pour autant, le capitaine des Bleus n'est pas forfait pour la suite de la compétition, mais sa durée d'indisponibilité n'est pas connue. Le 23 septembre, la Fédération française de rugby annonce qu'Antoine Dupont a été opéré la veille au soir par le professeur Frédéric Lauwers (chef du service de chirurgie maxillo-faciale et plastique de la face au CHU de Toulouse) et qu'il pourra rejoindre ses coéquipiers d'ici quelques jours,. Le 30 septembre, il réintègre le groupe des Bleus avant de reprendre l'entraînement individuel le lendemain,. Ayant obtenu le lundi 9 octobre le feu vert du chirurgien qui l'a opéré pour reprendre les entraînements avec contact et éventuellement rejouer en Coupe du monde, et après des essais concluants, il retrouve son poste de titulaire à la mêlée et son brassard de capitaine pour le quart de finale face à l'Afrique du Sud le 15 octobre. Finalement, bien qu'ils faisaient partis des favoris pour le titre, les Bleus sont éliminés par les Springboks après une courte défaite 29-28,.
En fin d'année 2023, il est récompensé lors des Prix World Rugby lorsqu'il est sélectionné dans le XV masculin de l'année. Il est également élu meilleur joueur du Top 14 et meilleur joueur international français lors de la dix-neuvième Nuit du rugby.

#### Champion d'Europe et de France, champion olympique et meilleur joueur du monde à sept en 2024
Après une très bonne première partie de saison 2023-2024 avec le Stade toulousain, Antoine Dupont renonce à participer au Tournoi des Six Nations 2024 afin de rejoindre l'équipe de France de rugby à sept dans le but de préparer les Jeux olympiques de Paris, se déroulant la même année,. Ainsi, au mois de février 2024, il est appelé pour la première fois de sa carrière en équipe de France à sept par Jérôme Daret, pour participer aux tournois de Vancouver et de Los Angeles dans le cadre de la série mondiale 2023-2024.
Il joue un premier match amical non officiel contre la Grande-Bretagne, avant de connaître sa première cape en équipe nationale à sept le 23 février 2024, lors du premier match de l'étape de Vancouver face aux États-Unis. Aux postes de demi de mêlée et de demi d'ouverture et avec le numéro 25 dans le dos, il entre en jeu en fin de rencontre et les Bleus s'imposent 24 à 12 pour ses débuts,. Puis, il enchaîne avec une victoire 40-7 contre les Samoa, avant d'être titularisé pour la première fois lors du troisième match de cette étape, face à l'Australie. Il marque par la même occasion son premier essai à sept, permettant ainsi aux siens de l'emporter 31 à 5 et de se qualifier pour les quarts de finale. Pour le premier match de la phase éliminatoire, les Français affrontent l'Irlande dans un match très serré. Finalement, après la sirène, alors que le score était de 5 à 5, Antoine Dupont inscrit l'essai de la victoire et qualifie son pays en demi-finale, où il affronte la Nouvelle-Zélande. Battus par les All Blacks, les Français décrochent la médaille de bronze en battant les Américains, avec un essai marqué par Dupont. Après cette rencontre, Antoine Dupont est élu dans l'équipe type du tournoi.
Au début du mois de mars, il participe ensuite à l'étape de Los Angeles. Il marque notamment un essai en phase de poules dans une victoire 24-7 face au Canada. Qualifiée en quarts de finale, la France bat les États-Unis 14 à 0, grâce à un nouvel essai de Dupont. Après une percée de 60 mètres, il marque un nouvel essai, décisif dans la qualification pour la finale puisque les Français s'imposent 26 à 24 face à l'Irlande. Pour le titre, les Bleus gagnent 21-0 contre la Grande-Bretagne et remportent ainsi le tournoi. Il s'agit de la première victoire de la France sur le circuit mondial depuis le Tournoi de Paris en 2005,.
En avril 2024, à la suite de la qualification du Stade toulousain pour les demi-finales de la Champions Cup, il fait partie des huit joueurs nommés pour le titre de meilleur joueur de la compétition 2023-2024. Le 25 mai 2024, il est titulaire et capitaine avec le Stade toulousain en finale de la Champions Cup au Tottenham Hotspur Stadium de Londres face au Leinster. Les Toulousains s'imposent 31 à 22 après les prolongations face aux irlandais et remportent ainsi le 6e titre de champions d'Europe du club. A l'issue du match, Antoine Dupont est élu homme du match, mais aussi meilleur joueur de l'édition de Champions Cup 2023-2024 avec la manière, en ayant impressionné la planète rugby sur le secteur défensif notamment,. Il devient ainsi le premier joueur de l'histoire à remporter 2 fois le titre du joueur européen de l'année, son premier datant de 2021.
Début juin, il participe avec l'équipe de France de rugby à sept au tournoi final de Madrid de la série mondiale. Entrant systématiquement en cours de jeu, il se montre à plusieurs reprises décisif,, retournant la situation lors du dernier match de poule face à la Grande-Bretagne, en récupérant le ballon dans ses 22 mètres, en raffutant, et en traversant le terrain pour aplatir (score final 17-12), en multipliant les grattages, notamment en demi-finale contre les Fidji (21-14), et en produisant un offload d'école pour servir son capitaine Paulin Riva qui marque et scelle la victoire des Bleus en finale face à l'Argentine (19-5). En remportant la finale, l'équipe de France est sacrée championne de la série mondiale, soit la meilleure performance dans l'histoire de l'équipe nationale.
Le 28 juin 2024, le Stade toulousain s'impose en finale du Top 14 en surclassant l'Union Bordeaux Bègles sur le score de 59 à 3,. Cette victoire permet au Stade toulousain de glaner son 23e bouclier de Brennus. Antoine Dupont, auteur de deux essais, est élu homme du match de la finale. À la fin de cette saison, il est élu dans l'équipe type de Top 14.
Retenu dans le groupe olympique avec l'équipe de France de rugby à sept, Dupont est tout d'abord titularisé pour les deux premiers matchs de poule, avant que Jérôme Daret ne le replace sur le banc de touche afin de lui redonner un rôle d'« impact player » – ou finisseur – plus raccord avec son style de jeu à sept, une stratégie déjà éprouvée lors des tournois de la série mondiale,.
Le 27 juillet 2024, il est sacré champion olympique en battant les double tenants du titre fidjiens en finale. Entré au début de deuxième mi-temps alors que les deux équipes sont à égalité 7-7, il touche son premier ballon sur le coup d'envoi donné par les Fidji et offre une passe décisive après une course de 60 m, amenant un essai français avant d'inscrire les deux derniers essais de la rencontre, scellant la victoire française. Il s'agit de la première médaille d'or de la France des Jeux de Paris 2024. Dupont est avec Pauline Ferrand-Prévot porte-drapeau français lors de la cérémonie de clôture de ces Jeux.
Le 14 septembre 2024, il est élevé au rang de chevalier de l'ordre national de la Légion d'honneur par Emmanuel Macron lors de la parade olympique qui a lieu sur l'avenue des Champs-Élysées et sur la place Charles-de-Gaulle,. À la suite de cette décoration, il réagit : « C’est un titre de plus auquel je ne m’attendais pas. C’est un titre honorifique qui dépasse le cadre du sport ». Le 24 novembre 2024, il est élu meilleur joueur du monde de rugby à sept lors de la cérémonie des prix World Rugby,. Élu meilleur joueur de rugby à XV en 2021, il devient ainsi le premier joueur dans l’histoire à réaliser ce doublé, un sacre dans les deux disciplines,. Il devance son compatriote Aaron Grandidier-Nkanang et l’Irlandais Terry Kennedy,.

#### Vainqueur du Tournoi des Six Nations 2025 et blessure
De retour avec le XV de France pour la tournée de novembre, Antoine Dupont récupère le capitanat et est titulaire lors des trois matchs de la tournée, remportés contre le Japon (52-12), la Nouvelle-Zélande (30-29) et l'Argentine (37-23).
Il remporte ensuite le Tournoi des Six Nations 2025 (son deuxième titre international à XV après le Grand Chelem en 2022), avec de larges victoires sur le pays de Galles (43-0), l'Italie (73-24), l'Irlande (42-27), l'Écosse (35-16) et une défaite d'un point à Twickenham contre l'Angleterre (26-25). Il soulève néanmoins le trophée aux côtés de Grégory Alldritt avec des béquilles : en effet, il s'est lourdement blessé lors du choc en Irlande le 8 mars 2025, Tadhg Beirne retombant sur sa jambe en venant déblayer dans un ruck. Antoine Dupont souffre d'une rupture des ligaments croisés du genou droit et son absence des terrains est prévue pour durer de six à neuf mois, sa saison est terminée. Il est également touché au ménisque interne et au ligament collatéral. Le 24 mars 2025, il est opéré à la clinique Médipôle de Toulouse, quinze jours après sa grave blessure au genou droit,. Le demi de mêlée et capitaine du Stade toulousain manque sur le terrain la fin de saison et les phases finales de son club pour la première fois depuis 2019.

## Autres activités
Antoine Dupont participe au concert des Enfoirés en 2023 et 2024 et apparait dans le clip de la chanson Dernière des chanteurs toulousains Bigflo et Oli publié en juin 2023. Une chanson hommage lui est aussi consacrée le même mois et une bande dessinée biographique est sortie en septembre 2023 à l'occasion de la Coupe du monde de rugby.
Il s'engage contre l'homophobie dans le rugby dans un entretien et en posant à la une de Têtu en juin 2024, engagement qu'il continue à porter par la suite, ce qui lui vaut de recevoir le prix de l'allié de l'année 2024 décerné par Têtu.

## Statistiques

### En club
| Saison                  | Saison                  | Championnat | Championnat | Championnat | Championnat | Championnat | Championnat | Championnat | Compétitions de l'EPCR | Compétitions de l'EPCR | Compétitions de l'EPCR | Compétitions de l'EPCR | Compétitions de l'EPCR | Compétitions de l'EPCR | Compétitions de l'EPCR |
| Saison                  | Saison                  | Compétition | M           | Pts         | Ess.        | Pén.        | Tr.         | Dp.         | Compétition            | M                      | Pts                    | Ess.                   | Pén.                   | Tr.                    | Dp.                    |
| ----------------------- | ----------------------- | ----------- | ----------- | ----------- | ----------- | ----------- | ----------- | ----------- | ---------------------- | ---------------------- | ---------------------- | ---------------------- | ---------------------- | ---------------------- | ---------------------- |
| 2014-2015               | Castres olympique       | Top 14      | 7           | -           | -           | -           | -           | -           | Coupe d'Europe         | 4                      | 5                      | 1                      | -                      | -                      | -                      |
| 2015-2016               | Castres olympique       | Top 14      | 14          | 5           | 1           | -           | -           | -           | Challenge européen     | 4                      | 2                      | -                      | -                      | 1                      | -                      |
| 2016-2017               | Castres olympique       | Top 14      | 26          | 27          | 5           | -           | 1           | -           | Coupe d'Europe         | 6                      | 10                     | 2                      | -                      | -                      | -                      |
| Total Castres Olympique | Total Castres Olympique | Top 14      | 47          | 32          | 6           | 0           | 1           | 0           | Coupes d'Europe        | 14                     | 17                     | 3                      | 0                      | 1                      | 0                      |
| 2017-2018               | Stade toulousain        | Top 14      | 9           | 20          | 4           | -           | -           | -           | Challenge européen     | 4                      | 5                      | 1                      | -                      | -                      | -                      |
| 2018-2019               | Stade toulousain        | Top 14      | 13          | 25          | 5           | -           | -           | -           | Coupe d'Europe         | 8                      | 25                     | 5                      | -                      | -                      | -                      |
| 2019-2020               | Stade toulousain        | Top 14      | 2           | -           | -           | -           | -           | -           | Coupe d'Europe         | 4                      | 5                      | 1                      | -                      | -                      | -                      |
| 2020-2021               | Stade toulousain        | Top 14      | 15          | 35          | 7           | -           | -           | -           | Coupe d'Europe         | 5                      | 20                     | 4                      | -                      | -                      | -                      |
| 2021-2022               | Stade toulousain        | Top 14      | 17          | 30          | 6           | -           | -           | -           | Coupe d'Europe         | 5                      | 15                     | 3                      | -                      | -                      | -                      |
| 2022-2023               | Stade toulousain        | Top 14      | 15          | 30          | 6           | -           | -           | -           | Champions Cup          | 7                      | 10                     | 2                      | -                      | -                      | -                      |
| 2023-2024               | Stade toulousain        | Top 14      | 13          | 30          | 6           | -           | -           | -           | Champions Cup          | 8                      | 25                     | 5                      | -                      | -                      | -                      |
| 2024-2025               | Stade toulousain        | Top 14      | 3           | 15          | 3           | -           | -           | -           | Champions Cup          | 4                      | 20                     | 4                      | -                      | -                      | -                      |
| Total Stade toulousain  | Total Stade toulousain  | Top 14      | 87          | 185         | 37          | 0           | 0           | 0           | Compétitions EPCR      | 45                     | 125                    | 25                     | 0                      | 0                      | 0                      |
| Total                   | Total                   | Top 14      | 134         | 217         | 43          | 0           | 1           | 0           | Compétitions EPCR      | 59                     | 142                    | 28                     | 0                      | 1                      | 0                      |

### Internationales

#### Équipe de France des moins de 20 ans
Antoine Dupont dispute 11 matchs avec l'équipe de France des moins de 20 ans en deux saisons, prenant part à deux éditions du tournoi des Six Nations (2015 et 2016) et à une édition du championnat du monde junior (2016). Il inscrit un total de cinq essais, une pénalité et quatre transformations pour 36 points inscrits, uniquement lors du championnat du monde junior.

#### Barbarians
Antoine Dupont dispute une rencontre avec les Barbarians en 2016 contre les Wallabies XV, l'équipe réserve australienne.

#### XV de France
Au 8 mars 2025, Antoine Dupont compte 59 sélections, dont 49 en tant que titulaire pour 15 essais marqués et 75 points inscrits, depuis sa première cape face à l'Italie, le 11 mars 2017. Il a pris part à huit éditions du Tournoi des Six Nations, en 2017, 2018, 2019, 2020, 2021, 2022, 2023 et 2025, et à deux éditions de la Coupe du monde en 2019 et 2023.
| Année | Compétition                 | Matchs | Points | Essais | Transf. | Drops | Pénal. |
| ----- | --------------------------- | ------ | ------ | ------ | ------- | ----- | ------ |
| 2017  | Six Nations                 | 2      | -      | -      | -       | -     | -      |
| 2017  | Test matchs                 | 4      | -      | -      | -       | -     | -      |
| 2018  | Six Nations                 | 1      | -      | -      | -       | -     | -      |
| 2018  | Test matchs                 | 3      | -      | -      | -       | -     | -      |
| 2019  | Six Nations                 | 4      | 5      | 1      | -       | -     | -      |
| 2019  | Test matchs                 | 3      | 10     | 2      | -       | -     | -      |
| 2019  | Coupe du monde              | 3      | 5      | 1      | -       | -     | -      |
| 2020  | Six Nations                 | 5      | 5      | 1      | -       | -     | -      |
| 2020  | Test matchs                 | 1      | 10     | 2      | -       | -     | -      |
| 2020  | Coupe d'automne des nations | 1      | -      | -      | -       | -     | -      |
| 2021  | Six Nations                 | 5      | 15     | 3      | -       | -     | -      |
| 2021  | Test matchs                 | 3      | -      | -      | -       | -     | -      |
| 2022  | Six Nations                 | 5      | 10     | 2      | -       | -     | -      |
| 2022  | Test matchs                 | 2      | -      | -      | -       | -     | -      |
| 2023  | Six Nations                 | 5      | -      | -      | -       | -     | -      |
| 2023  | Test match                  | 2      | -      | -      | -       | -     | -      |
| 2023  | Coupe du monde              | 3      | 5      | 1      | -       | -     | -      |
| 2024  | Test matchs                 | 3      | -      | -      | -       | -     | -      |
| 2025  | Six Nations                 | 4      | 10     | 2      | -       | -     | -      |
| Total | Total                       | 59     | 75     | 15     | -       | -     | -      |

| Adversaire       | Matchs joués | Victoires | Défaites | Nuls | Essais | Points | % de victoire |
| ---------------- | ------------ | --------- | -------- | ---- | ------ | ------ | ------------- |
| Afrique du Sud   | 5            | 1         | 4        | 0    | 0      | 0      | 20            |
| Angleterre       | 6            | 3         | 3        | 0    | 2      | 10     | 50            |
| Argentine        | 4            | 4         | 0        | 0    | 1      | 5      | 100           |
| Australie        | 2            | 2         | 0        | 0    | 0      | 0      | 100           |
| Écosse           | 9            | 6         | 3        | 0    | 1      | 5      | 66.67         |
| Fidji            | 1            | 0         | 1        | 0    | 0      | 0      | 0             |
| Pays de Galles   | 8            | 7         | 1        | 0    | 3      | 15     | 87.5          |
| Géorgie          | 1            | 1         | 0        | 0    | 0      | 0      | 100           |
| Irlande          | 7            | 4         | 3        | 0    | 2      | 10     | 57.14         |
| Italie           | 8            | 8         | 0        | 0    | 5      | 25     | 100           |
| Japon            | 2            | 1         | 0        | 1    | 0      | 0      | 50            |
| Namibie          | 1            | 1         | 0        | 0    | 1      | 5      | 100           |
| Nouvelle-Zélande | 4            | 3         | 1        | 0    | 0      | 0      | 75            |
| Tonga            | 1            | 1         | 0        | 0    | 0      | 0      | 100           |
| Total            | 59           | 42        | 16       | 1    | 15     | 75     | 71.19         |

| Numéro | Date              | Lieu                            | Adversaire     | Compétition         | Résultat | Score |
| ------ | ----------------- | ------------------------------- | -------------- | ------------------- | -------- | ----- |
| 1      | 16 mars 2019      | Stadio Olimpico, Rome           | Italie         | Six Nations 2019    | Victoire | 25-14 |
| 2      | 17 août 2019      | Allianz Riviera, Nice           | Écosse         | Test match          | Victoire | 32-3  |
| 3      | 30 août 2019      | Stade de France, Saint-Denis    | Italie         | Test match          | Victoire | 47-19 |
| 4      | 21 septembre 2019 | Tokyo Stadium, Tokyo            | Argentine      | Coupe du monde 2019 | Victoire | 23-21 |
| 5      | 24 octobre 2020   | Stade de France, Saint-Denis    | Pays de Galles | Test match          | Victoire | 38-21 |
| 6      | 24 octobre 2020   | Stade de France, Saint-Denis    | Pays de Galles | Test match          | Victoire | 38-21 |
| 7      | 31 octobre 2020   | Stade de France, Saint-Denis    | Irlande        | Six Nations 2020    | Victoire | 35-27 |
| 8      | 6 février 2021    | Stadio Olimpico, Rome           | Italie         | Six Nations 2021    | Victoire | 50-10 |
| 9      | 13 mars 2021      | Stade de Twickenham, Twickenham | Angleterre     | Six Nations 2021    | Défaite  | 23-20 |
| 10     | 20 mars 2021      | Stade de France, Saint-Denis    | Pays de Galles | Six Nations 2021    | Victoire | 32-30 |
| 11     | 12 février 2022   | Stade de France, Saint-Denis    | Irlande        | Six Nations 2022    | Victoire | 30-24 |
| 12     | 19 mars 2022      | Stade de France, Saint-Denis    | Angleterre     | Six Nations 2022    | Victoire | 25-13 |
| 13     | 21 septembre 2023 | Stade Vélodrome, Marseille      | Namibie        | Coupe du monde 2023 | Victoire | 96-0  |
| 14     | 23 février 2025   | Stadio Olimpico, Rome           | Italie         | Six Nations 2025    | Victoire | 73-24 |
| 15     | 23 février 2025   | Stadio Olimpico, Rome           | Italie         | Six Nations 2025    | Victoire | 73-24 |

#### Rugby à sept
- Séries mondiales 2023-2024 : 15 matchs, 7 essais inscrits (35 points)[5].

| Numéro | Date            | Lieu                                    | Adversaire      | Compétition                 | Résultat | Score |
| ------ | --------------- | --------------------------------------- | --------------- | --------------------------- | -------- | ----- |
| 1      | 24 février 2024 | BC Place Stadium, Vancouver             | Australie       | Tournoi de Vancouver 2024   | Victoire | 31-5  |
| 2      | 25 février 2024 | BC Place Stadium, Vancouver             | Irlande         | Tournoi de Vancouver 2024   | Victoire | 12-5  |
| 3      | 26 février 2024 | BC Place Stadium, Vancouver             | États-Unis      | Tournoi de Vancouver 2024   | Victoire | 42-12 |
| 4      | 2 mars 2024     | Dignity Health Sports Park, Los Angeles | Canada          | Tournoi de Los Angeles 2024 | Victoire | 24-7  |
| 5      | 3 mars 2024     | Dignity Health Sports Park, Los Angeles | États-Unis      | Tournoi de Los Angeles 2024 | Victoire | 14-0  |
| 6      | 4 mars 2024     | Dignity Health Sports Park, Los Angeles | Irlande         | Tournoi de Los Angeles 2024 | Victoire | 26-24 |
| 7      | 1 juin 2024     | Cívitas Metropolitano, Madrid           | Grande-Bretagne | Tournoi de Madrid 2024      | Victoire | 17-12 |

## Palmarès

### En club
- Stade toulousain
  - Vainqueur du Championnat de France en 2019, 2021, 2023, 2024 et 2025[N 2]
  - Vainqueur de la Coupe d'Europe en 2021 et 2024

### En équipe nationale
- XV de France
  - Vainqueur du Tournoi des Six Nations en 2022 (Grand Chelem) et 2025

| Édition          | Rang | Résultats France | Résultats Dupont | Matchs Dupont |
| ---------------- | ---- | ---------------- | ---------------- | ------------- |
| Six Nations 2017 | 3    | 3 v, 0 n, 2 d    | 2 v, 0 n, 0 d    | 2/5           |
| Six Nations 2018 | 4    | 2 v, 0 n, 3 d    | 0 v, 0 n, 1 d    | 1/5           |
| Six Nations 2019 | 4    | 2 v, 0 n, 3 d    | 2 v, 0 n, 2 d    | 4/5           |
| Six Nations 2020 | 2    | 4 v, 0 n, 1 d    | 4 v, 0 n, 1 d    | 5/5           |
| Six Nations 2021 | 2    | 3 v, 0 n, 2 d    | 3 v, 0 n, 2 d    | 5/5           |
| Six Nations 2022 | 1    | 5 v, 0 n, 0 d    | 5 v, 0 n, 0 d    | 5/5           |
| Six Nations 2023 | 2    | 4 v, 0 n, 1 d    | 4 v, 0 n, 1 d    | 5/5           |
| Six Nations 2025 | 1    | 4 v, 0 n, 1 d    | 3 v, 0 n, 1 d    | 4/5           |

Légende : v = victoire ; n = match nul ; d = défaite ; la ligne est en gras quand il y a Grand Chelem.
| Édition     | Rang               | Résultats France | Résultats Dupont | Matchs Dupont |
| ----------- | ------------------ | ---------------- | ---------------- | ------------- |
| Japon 2019  | Quart de finaliste | 3 v, 0 n, 1 d    | 2 v, 0 n, 1 d    | 3/4           |
| France 2023 | Quart de finaliste | 4 v, 0 n, 1 d    | 2 v, 0 n, 1 d    | 3/5           |

- France à sept
  -  Champion olympique en 2024
  -  Vainqueur de la série mondiale en 2023-2024 (Tournoi de Madrid) :
    -  Troisième du Tournoi de Vancouver en 2024
    -  Vainqueur du Tournoi de Los Angeles en 2024

| Édition    | Rang | Résultats France | Résultats Dupont | Matchs Dupont |
| ---------- | ---- | ---------------- | ---------------- | ------------- |
| Paris 2024 | 1    | 4 v, 1 n, 1 d    | 4 v, 1 n, 1 d    | 6/6           |

| Édition                     | Rang | Résultats France | Résultats Dupont | Matchs Dupont |
| --------------------------- | ---- | ---------------- | ---------------- | ------------- |
| Tournoi de Vancouver 2024   | 3    | 5 v, 0 n, 1 d    | 5 v, 0 n, 1 d    | 6/6           |
| Tournoi de Los Angeles 2024 | 1    | 5 v, 0 n, 1 d    | 5 v, 0 n, 1 d    | 6/6           |
| Tournoi de Madrid 2024      | 1    | 4 v, 0 n, 1 d    | 2 v, 0 n, 1 d    | 3/5           |

### Distinctions personnelles

#### Rugby à XV
- Prix World Rugby :
  - Meilleur joueur du monde en 2021
  - Membre du XV masculin de l'année World Rugby en 2021, 2022[192] et 2023

- Nuit du rugby :
  - Révélation de la saison en 2017
  - Meilleur joueur du Championnat de France en 2021, 2023[128] et 2024
  - Meilleur international français de la saison en 2021[193], 2022, 2023 et 2024

- Oscars du Midi olympique :
  -  Oscar d'Or en 2019[194], 2020[195], 2021[196], 2022[197] et 2024[198]
  -  Oscar Monde en 2021[196], 2022[197], 2023[199] et 2024[198]

- Meilleur joueur du tournoi des Six Nations en 2020[200], 2022[201] et 2023[104]
- Membre de l'équipe type du Tournoi des Six Nations en 2021, 2022, 2023 et 2025
- Meilleur marqueur d'essais de la Coupe d'Europe en 2021 (4 essais)
- Prix EPCR du joueur européen de l'année en 2021[202] et 2024[203]
- Membre de l'équipe type du Championnat de France en 2022, 2023 et 2024
- Pat Marshall Award 2021, attribué par la presse spécialisée britannique.

#### Rugby à sept
- Prix World Rugby :
  - Meilleur joueur du monde de rugby à sept en 2024
  - Membre du sept masculin de l'année World Rugby en 2024[204]
- Membre de l'équipe type du Tournoi de Vancouver et de Los Angeles en 2024
- Révélation de l'année du SVNS 2023-2024[205]

## Décorations
Chevalier de la Légion d'honneur (décret du 23 septembre 2024)